# Calicotome
Calicotome Link è un genere di piante della tribù delle Genisteae.

## Descrizione
Il genere comprende specie a portamento arbustivo.

## Distribuzione e habitat
Il genere ha una distribuzione mediterranea.
Popola gli ambienti di gariga e macchia mediterranea.

## Tassonomia
Il genere comprende le seguenti specie:
- Calicotome infesta (C.Presl) Guss.
- Calicotome intermedia (Salzm. ex C.Presl) Boiss. ex Rchb.f.
- Calicotome rigida (Viv.) Maire & Weiller
- Calicotome spinosa (L.) Link
- Calicotome villosa (Poir.) Link